# Orthodoxe Kirchen in Österreich
Orthodoxe Kirchen in Österreich ist ein geläufiger generischer Begriff für die Orthodoxen und Altorientalischen (orientalisch-orthodoxen) Kirchen in Österreich. Manche von ihnen sind als eigene Eparchie (Bistum) organisiert, andere gehören zu länderübergreifenden, hierarchischen Einheiten. Die orthodoxen Kirchen haben sich zu einer österreichischen, orthodoxen Bischofskonferenz zusammengeschlossen. Auch die Armenisch-Apostolische, die Syrisch-Orthodoxe und die koptische Kirche bilden eine österreichisch-altorientalische Bischofskonferenz. Diese Zusammenschlüsse haben aber keinen Einfluss auf die Autonomie der einzelnen Kirchen. Die meisten von ihnen sind zudem im Ökumenischen Rat der Kirchen in Österreich vertreten.

## Kirchen der Orthodoxie in Österreich
- Bulgarisch-Orthodoxe Kirche Bulgarisch-Orthodoxe Kirchengemeinde „Hl. Iwan Rilski“ in Wien, Eparchie Bulgarisch-orthodoxe Diözese von West- und Mitteleuropa[2]
- Georgisch-Orthodoxe Kirche (keine aktuellen Angaben)
- Griechisch-Orthodoxe Metropolie von Österreich – Ökumenisches Patriarchat von Konstantinopel, Metropolis von Austria, Bischof: Metropolit Arsenios Kardamakis; Gemeinden in Wien(Kirchengemeinde zum Hl. Georg,Kirchengemeinde zur Hl. Dreifaltigkeit; Ukrainische orthodoxe Gemeinde zum Hl. Vladimir und zur Hl. Olga, Deutschsprachige orthodoxe Gemeinde zum Hl. Johannes Chrysostomos), Traiskirchen (Deutschsprachige orthodoxe Kirchengemeinde zum Hl. Nikolaus), Graz (Kirchengemeinde der Hl. Ärzte Kosmas und Damian), Klagenfurt (Kirchengemeinde Aller Heiligen), Leoben (Kirchengemeinde zur Maria Mutter von der Immerwährenden Hilfe), Salzburg (Kirchengemeinde zum heiligen Dimitrios), Linz (Kirchengemeinde zur Begegnung des Herrn), Innsbruck (Kirchengemeinde des Heiligen Johannes des Vorläufers), Kufstein (Kirchengemeinde der Hl. Dreifaltigkeit) Bregenz (Kirchengemeinde der Hl. drei Hierarchen) und das Kloster Maria Schutz in St. Andrä am Zicksee.
- Griechisch-Orthodoxe Kirche – Patriarchat von Antiochien (Antiochenische rum-orthodoxe Kirche), Gemeinden in Wien und Innsbruck, Teil der Antiochenisch-Griechisch-Orthodoxen Metropolis von Deutschland und Mitteleuropa[3]
- Rumänisch-Orthodoxe Kirche 25 Pfarrgemeinden in Österreich, Teil der Rumänisch Orthodoxen Metropolie für Deutschland, Mittel- und Nordeuropa unter Metropolit Serafim Joantă[4]
- Russisch-Orthodoxe Kirche, Eparchie für Wien und Österreich, Eparchie Wien und Österreich mit Bischof Aleksi Sanotschkin Gemeinden: Wien, Linz, Graz, in Salzburg eine Kirchengemeinde in der Jurisdiktion der Russisch Orthodoxe Kirche im Ausland, Eparchie Berlin und Deutschland.
- Serbisch-orthodoxe Kirche in Österreich, Diözese Österreich-Schweiz, Eparchie Österreich und Schweiz, Bischof Andrej Ćilerdžić, Gemeinden: Wien (3), Klagenfurt, St. Pölten, Tulln, Wr. Neustadt, Linz, Gmunden, Enns, Braunau, Salzburg,[5] Saalfelden,[6] Graz, Innsbruck (mit Kirche in Reutte/Breitenwang),[7] Kufstein, Bregenz, Feldkirch[8]

## Altorientalische Kirchen
- Äthiopisch-Orthodoxe Kirche Wien,[9]
- Armenisch-Apostolische Kirche in Österreich, Bischof Tiran Petrosyan, Patriarchaldelegat der Armenisch-Apostolischen Kirche für Mitteleuropa und Skandinavien, Gemeinden: Wien, OÖ, Stmk[10]
- Koptisch-orthodoxe Kirche Bischofssitz Wien, Bischof: Anba Gabriel, Kloster in Obersiebenbrunn; Verschiedene Gemeinden in Wien und ganz Österreich[11]
- Syrisch-Orthodoxe Kirche in Österreich; Bischof: Dionysios İsa Gürbüz (Patriarchal-Vikariat Schweiz und Österreich), Gemeinden in Wien[12]
- Syro-Malankara orthodoxe Kirche in Österreich, Gemeinde in Wien